# Beate Ego
Beate Ego (* 5. Februar 1958 in Lauffen am Neckar) ist eine deutsche evangelische Theologin.

## Leben
Von 1977 bis 1984 studierte sie evangelische Theologie, Germanistik, Judaistik und vergleichenden Religionswissenschaft in Tübingen und Jerusalem. Das Promotionsstudium (1984–1987) mit einjährigem Studienaufenthalt an der Hebräischen Universität Jerusalem schloss sie mit der Promotion an der Fakultät für Evangelische Theologie in Tübingen ab. Von 1989 bis 1998 war sie wissenschaftliche Mitarbeiterin bzw. Akademische Rätin am Institutum Judaicum der Universität Tübingen. Nach der Habilitation 1994 und Venia Legendi für „Altes Testament und Judaistik“ an der Fakultät für Evangelische Theologe der Universität Tübingen lehrte sie von 1998 bis 2010 als Professorin für „Altes Testament und Antikes Judentum“ am Institut für Evangelische Theologie der Universität Osnabrück. Seit Wintersemester 2010/2011 lehrt sie auf dem Lehrstuhl für „Exegese und Theologie des Alten Testaments“ an der Ruhr-Universität Bochum. Dort wurde sie 2024 emeritiert.

## Werke (Auswahl)
- Im Himmel wie auf Erden. Studien zum Verhältnis von himmlischer und irdischer Welt im rabbinischen Judentum. Wissenschaftliche Untersuchungen zum Neuen Testament II/34. J. C. B. Mohr, Tübingen 1989.
- Targum Scheni zu Ester. Übersetzung, Kommentar und theologische Deutung. Texte und Studien zum Antiken Judentum 54. J. C. B. Mohr, Tübingen 1996.
- Buch Tobit. Jüdische Schriften aus hellenistisch-römischer Zeit II/6. Gütersloher Verlagshaus, Gütersloh 1999.
- mit Christfried Böttrich and Friedmann Eißler: Abraham in Judentum, Christentum und Islam. Vandenhoeck & Ruprecht, Göttingen 2009.
- mit Christfried Böttrich and Friedmann Eißler: Jesus und Maria in Judentum, Christentum und Islam. Vandenhoeck & Ruprecht, Göttingen 2009.
- mit Christfried Böttrich and Friedmann Eißler: Mose in Judentum, Christentum und Islam. Vandenhoeck & Ruprecht, Göttingen 2010.
- mit Christfried Böttrich and Friedmann Eißler: Adam und Eva in Judentum, Christentum und Islam. Vandenhoeck & Ruprecht, Göttingen 2011.
- mit Christfried Böttrich and Friedmann Eißler: Elia und andere Propheten in Judentum, Christentum und Islam. Vandenhoeck & Ruprecht, Göttingen 2013.
- Ester. Biblischer Kommentar Altes Testament XXI. Vandenhoeck & Ruprecht, Göttingen 2017.